# Industrialna Pętla Terenowa (Rybnik)
Industrialna Pętla Terenowa „Śladami dziedzictwa przemysłowego Rybnika-Niewiadomia” – ścieżka na terenie rybnickiej dzielnicy Niewiadom prowadząca przez teren dawnej Kopalni Szczęście Beaty.
Trasa została zaprezentowana 6 października 2017 roku. Powstała dzięki zaangażowaniu mieszkańców „w obronę tożsamości historycznej dzielnicy oraz szerzeniu wiedzy o dziedzictwie tej ziemi”.
Większość trasy prowadzi przez tereny leśne.

## Przebieg trasy
Trasa składa się z 11 przystanków:
1. Piaskownia kopalniana,
2. Szyb Nordschacht,
3. Szyb Brendel,
4. Szyb Helena,
5. Kantyna kopalniana,
6. Willa dyrektora,
7. Kolonia Beata,
8. Kamienny krzyż przydrożny,
9. Piaskownia kopalniana,
10. Szyb Johannes,
11. Zapadliska[1].

Cała trasa liczy 5,4 km. Czas przejazdu rowerem to ok. 25 min, a spaceru to ok. 75 min.